# Family Life (film, 1971)
Pour les articles homonymes, voir Family Life.
Pour plus de détails, voir Fiche technique et Distribution.
Family Life est un film britannique réalisé par Ken Loach et sorti en 1971

## Synopsis
Le conflit entre Janice Baildon et ses parents est sans espoir. 
Contrainte d’avorter, déçue par son ami, Janice s'enfonce dans la schizophrénie, se retrouve de plus en plus souvent à l'hôpital et dégringole un peu plus à chaque fois.
Aidée au début par le Dr Donaldson, un jeune médecin novateur, Janice subit après son départ un traitement aux électrochocs qui fait d'elle une poupée sans défense entre les mains de cliniciens incapables de comprendre l'origine relationnelle de ses troubles.

## Commentaires
Family Life est, avec Fous à délier (Matti da slegare) de Marco Bellocchio (1975), documentaire autour d'un programme spécial de réinsertion sociale de malades mentaux dans la région de Parme (inspiré de l'expérience menée par le psychiatre Franco Basaglia), l'un des films phares du mouvement animé par Ronald Laing et David Cooper dans les années 1960 et 70 sous le nom d'antipsychiatrie. 
Dans ce film, on assiste à la destruction d'une jeune femme par le système et les adultes ; toute tentative d'expression personnelle est reçue comme une agression et donc réprimée.
Par le jeu des hospitalisations répétées et des médicaments neuroleptiques dépersonnalisants, Janice s'enfonce peu à peu dans une psychose quasi expérimentale. La séquence finale où elle est montrée à un parterre d'étudiants lors d'une présentation « à la Charcot » est poignante.
Film dur, contestataire, Family Life est aussi pédagogique, en ce qu'il montre brillamment par la pression psychologique et les situations paradoxales donc sans issue, « comment rendre l'autre fou » (Harold Searles, L'effort pour rendre l'autre fou).
C'est un film important dans la carrière d'un réalisateur engagé.

## Fiche technique
- Titre : Family Life
- Réalisation : Ken Loach
- Scénario : David Mercer d'après sa pièce In Two Minds
- Musique : Marc Wilkinson
- Photographie : Charles Stewart
- Décors : William McCrow
- Costumes : Daphne Dare
- Montage : Roy Watts
- Pays de production :  Royaume-Uni
- Producteur : Tony Garnett
- Sociétés de production : EMI Films, Kestrel Films
- Distributeur d’origine : MGM-EMI
- Format : couleur par Technicolor — monophonique — 35 mm
- Genre : drame
- Durée : 105 minutes
- Date de sortie : 
  - États-Unis : 2 octobre 1971 au Festival du film de New York

## Distribution
- Sandy Ratcliff : Janice Baildon
- Grace Cave : Madame Vera Baildon
- Bill Dean : Monsieur Baildon
- Malcolm Tierney : Tim Foster
- Hilary Martyn : Barbara
- Michael Ridall : le docteur Donaldson
- Alan MacNaughtan : le docteur Carswell
- Johnny Gee : Paul Morris, l'homme dans le jardin de l'hôpital
- David Markham : rôle non spécifié